# Wadwicz (herb szlachecki)
Wadwicz – polski herb szlachecki, noszący zawołanie Wadwic. Wzmiankowany w najstarszym zachowanym do dziś polskim herbarzu, Insignia seu clenodia Regis et Regni Poloniae, spisanym przez historyka Jana Długosza w latach 1464–1480. Wadwicz jest jednym z 47 herbów adoptowanych przez bojarów litewskich na mocy unii horodelskiej z 1413 roku.
Herb występował głównie wśród rodzin osiadłych na Rusi, Litwie oraz w ziemi poznańskiej. Spośród najbardziej znanych rodów pieczętujących się herbem Wadwicz, należy wymienić Naruszewiczów i Węsławskich.
Wadwicza używali też Adam Naruszewicz.

## Opis herbu

### Opis historyczny

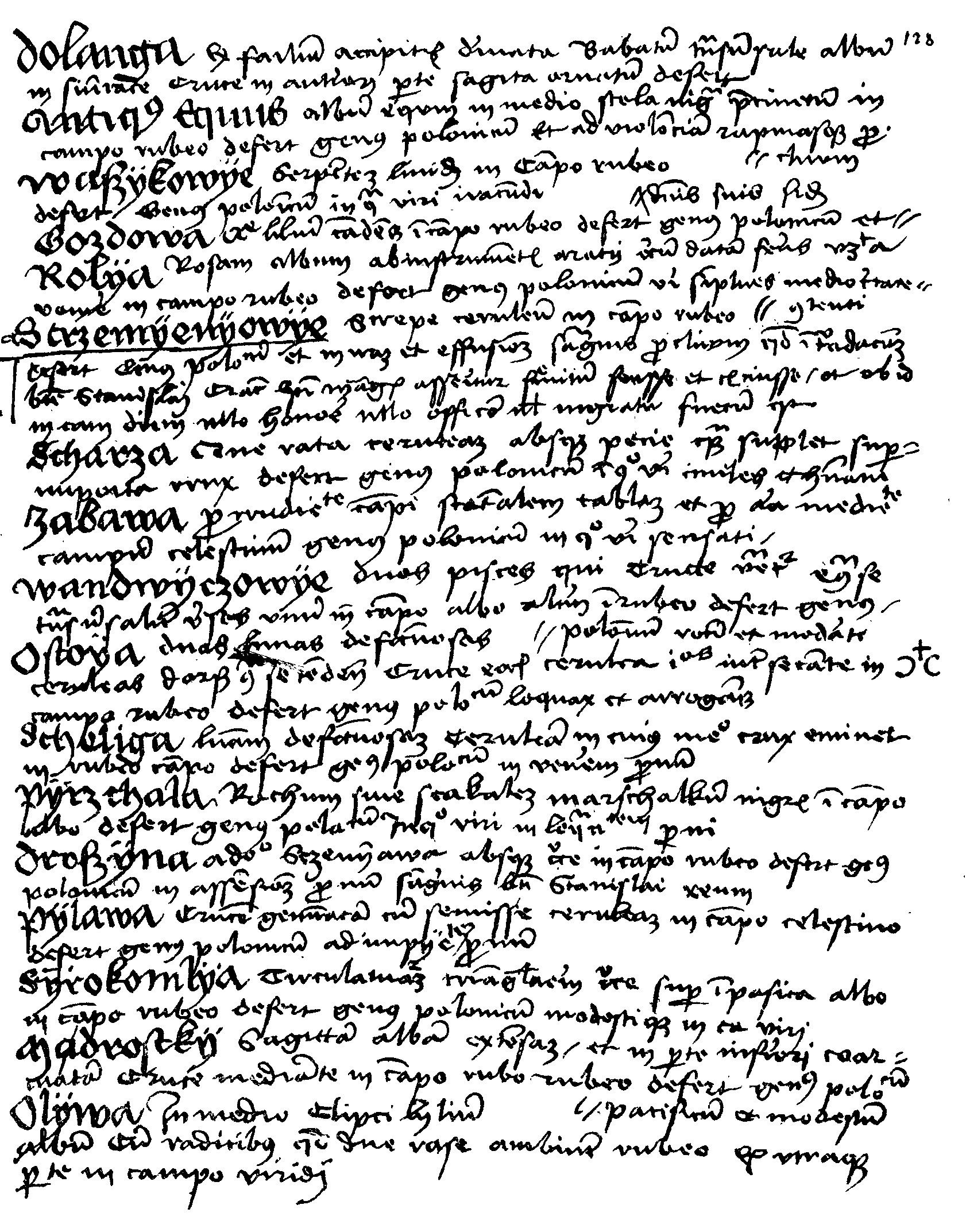
Jedna ze stron manuskryptów Jana Długosza, zawierająca opisy polskich herbów

Jan Długosz (1415–1480) blazonuje herb i opisuje herbownych następująco:

Wandwyczowye, duos pisces, qui trutte vocantur, contra se transversaliter versos, unum in campo albo, alterum in rubeo, defert. Genus Polonicum, recti et moderati.

Po przetłumaczeniu:

Wadwiczowie, dwie ryby, które są zwrócone do siebie poprzecznie, jedna w polu białym, drugą w czerwonym noszą. Ród Polski przodków, sprawiedliwy i łagodny.

Kasper Niesiecki, podając się na dzieła historyczne Marcina Bielskiego, Bartosza Paprockiego i Szymona Okolskiego, opisuje herb:

Tarcza tego herbu wzdłuż linią na dwie części powinna być przedzielona, po prawej stronie ma być ryba morska biała, w czerwonem polu, po lewej ryba czerwona w białym polu, obydwie ryby głowami do góry, ogonami na dół, tak jednak, że i głowami i ogonami od siebie odwrócone, jak gdyby każda z nich pół cyrkułu przydłuższego figurę na sobie wyrażała. Ryby zaś są morskie, na hełmie jedni kładą pięć piór strusich, drudzy pawi ogon.

### Opis współczesny
Opis skonstruowany współcześnie brzmi następująco:
Na tarczy dzielonej w słup w I polu prawym czerwonym pstrąg srebrny, w II polu lewym srebrnym pstrąg czerwony.
W klejnocie nad hełmem pięć piór strusich.
Labry herbowe czerwone, podbite srebrem.

## Geneza

### Najwcześniejsze wzmianki
Pierwsza wzmianka na temat herbu pochodzi z roku 1404, jest to zapiska sądowa w księgach ziemskich poznańskich (wraz z opisem starego klejnotu).
Aktem unii horodelskiej herb Wadwicz został przeniesiony na Litwę. Ród Wadwiczów reprezentował Jan Mężyk z Dąbrowy, zaś adoptowany został bojar Piotr Montygerd (Mondygerd, Mondiger).
Herb zachował się na pieczęciach średniowiecznych z lat 1413, 1427 i 1430 Jana Mężyka z Dąbrowy oraz z 1413 Piotra Montygierda, bojara litewskiego.
Najwcześniejsze lokalne źródło heraldyczne wymieniające ten herb to wspomniane już wcześniej Insignia seu clenodia Regis et Regni Poloniae, datowane na lata 1464–1480. Autorem tego dzieła jest polski historyk, Jan Długosz.

### Ewolucja wizerunku
Średniowieczne godło herbu opisał Jan Długosz w Klejnotach i Historii. Wizerunek herbu pojawia się w Stemmata polonica. W obu wzmiankach istotne jest, że pole prawe jest tu srebrne, a ryba czerwona, zaś lewe czerwone, ryba srebrna. Jest to odwrotny układ barw niż w przedstawieniach późniejszych. Inne wzmianki ikonograficzne, czyli wymienione pieczęcie, jako bezbarwne nie określają tego układu. Opis średniowiecznego klejnotu zachował się jedynie we wzmiance w księgach ziemskich poznańskich z 1404.
Autorzy herbarzy XVI-wiecznych, nie znając wcześniejszych przekazów, zastąpili pierwotny klejnot herbu piórami strusimi. U Paprockiego piór było trzy. W XVII wieku również rysowano trzy pióra. W herbarzu Kleynoty... Gorczyna (1630) bezbarwny wizerunek został uzupełniony opisem barw, z którego wynika, że w stosunku do średniowiecza uległa zmianie też kolejność pól. W Orbis Poloni Szymona Okolskiego konsekwentnie pióra są trzy. Brak opisu barw. Wacław Potocki natomiast umieścił tylko rysunek godła (bez informacji o barwach), ale klejnot opisał słownie – miała to być nieokreślona liczba piór strusich.
Autor pierwszego herbarza XVIII wieku, Antoni Swach, przedstawił herb bez klejnotu, nie sporządził również opisu (1705). Pełna rekonstrukcja herbu pojawiła się dopiero u Niesieckiego (1738). Zaszła tu kolejna zmiana w stosunku do ubiegłych stuleci, pojawiły się dwa dodatkowe pióra w klejnocie. Niesiecki wspomina dodatkowo o wariancie herbu, w którym w klejnocie widnieje ogon pawi. Jeśli przyjąć, że Niesiecki opisywał herby z perspektywy rycerza trzymającego tarczę (czyli w sposób właściwy dla blazonowania), to i u tego autora zaszła zamiana pól w stosunku do średniowiecza.
Prawidłowy układ pól podał Aleksander Borysowicz Łakier w swojej Heraldyce rosyjskiej (1855). Autor opisał także klejnot jako trzy pióra strusie. Zabrakło miejsca na opracowanie Wadwicza w Księdze herbowej rodów polskich, doprowadzonej jedynie do litery "S".
Autorzy opracowań XX-wiecznych powrócili do wizerunku z zamienionymi polami. Emilian Szeliga-Żernicki (1904) oraz Zbigniew Leszczyc (1908) podali właśnie taką wersję oraz klejnot z pięciu piór strusich. Charakterystycznie dla siebie, Leszczyc podał także labry, barwione zupełnie niezgodnie z barawmi herbu (błękitno-srebrne). Teodor Chrząński w swych Tablicach odmian (1909) podał ponadto dwie wersje klejnotu: z pięcioma piórami strusimi i ogonem pawim (jako Wadwicz b). Chrząński wymienił też herb Dwa łososie (jak Wadwicz, ale bez klejnotu) oraz Wadwicz odmienny z jedną rybą na opak (herb Łodziata).

### Etymologia
Nazwa i zawołanie Wadwicz ma według Józefa Szymańskiego pochodzenie topograficzne, obce.

## Herbowni

### Lista Tadeusza Gajla
Lista herbownych w artykule sporządzona została na podstawie wiarygodnych źródeł, zwłaszcza klasycznych i współczesnych herbarzy. Należy jednak zwrócić uwagę na częste zjawisko przypisywania rodom szlacheckim niewłaściwych herbów, szczególnie nasilone w czasie legitymacji szlachectwa przed zaborczymi heroldiami, co zostało następnie utrwalone w wydawanych kolejno herbarzach. Identyczność nazwiska nie musi oznaczać przynależności do danego rodu herbowego. Przynależność taką mogą bezspornie ustalić wyłącznie badania genealogiczne.
Pełna lista herbownych nie jest dziś możliwa do odtworzenia, także ze względu na zniszczenie i zaginięcie wielu akt i dokumentów w czasie II wojny światowej (m.in. w czasie powstania warszawskiego w 1944 spłonęło ponad 90% zasobu Archiwum Głównego w Warszawie, gdzie przechowywana była większość dokumentów staropolskich). Lista nazwisk znajdująca się w artykule pochodzi z Herbarza polskiego, Tadeusza Gajla (73 nazwisk). Występowanie na liście nazwiska nie musi oznaczać, że konkretna rodzina pieczętowała się herbem Wadwicz. Często te same nazwiska są własnością wielu rodzin reprezentujących wszystkie stany dawnej Rzeczypospolitej, tj. chłopów, mieszczan, szlachtę. Jest to jednakże dotychczas najpełniejsza lista herbownych, uzupełniana ciągle przez autora przy kolejnych wydaniach Herbarza. Tadeusz Gajl wymienia następujące nazwiska uprawnionych do używania herbu Wadwicz:
|  | Adamkiewicz, Adamkowicz, Ancewicz, Anglicki. Błosz, Bohdziewicz, Bohusz, Borejsza, Borodzic, Borodzicz, Boski. Dauksza, Dąbrowski, Dowgird, Dowgirt. Girdzimont. Hancowicz. Juszkowicz. Kamieniecki, Kierbedź, Kierbiedź, Klimkowski, Kontowt. Łojbo, Łojboa, Łoyba. Mangird, Matkiewicz, Matyaszewicz, Mężyk, Mieński, Mondigird, Mondigirdowicz, Mondygiert, Mongiałło, Mongiało, Mongird, Mongwid, Moniuszko, Monkierski, Monkiewicz, Montygerd, Montygerdowicz, Montygierd, Montygierdowicz. Nadarzycki, Nadarzyński, Neuman. Okuszkowicz. Pecner, Permankowski. Roska, Roski, Roszkiewicz, Ruszkiewicz. Stankiewicz, Stankowski, Stańkowski. Wachowicz, Wadwicz, Wadzicz, Wadzisz, Wandałowicz, Wazgiełło, Węcławowicz, Węcławski, Węsławowicz, Węsławski, Więcławski, Wirułowicz, Wiskont, Wołczek. Zdanowicz. Tadeusz Gajl, Herbarz Polski |

Herb Wadwicz był niekiedy przyjmowany przez rodziny pochodzenia obcego. Zdarzało się także, że rodzina zarzucała swój pierwotny herb na rzecz Wadwicza.
Boreyszowie mają być gałęzią Boremlskich herbu Pogoń Litewska II. Kamieniccy z województwa trockiego – gałęzią Matyaszewiczów, jedna gałąź Macaszewiczów z województwa mińskiego także miała się nazwać Kamienicki, z kolei Nadarzyńscy z Wołynia mieli być wspólnego pochodzenia w Węsławskimi, natomiast Węsławscy na Litwie, o których wzmianka w 1569, mieli być z gałęzią Węsławowiczów.
Wawrzyniec Kreutz, syn Dyderyka, wywodzący się z rodziny pieczętującej się herbem Kreutzen, miał przyłączyć się do powstania Prus przeciw Krzyżakom w 1454, walczył po stronie polskiej, a jego potomkowie, spolszczywszy się, mieli zmienić nazwisko na Krajcz, Krecz i używać herbu Wadwicz. Herb i rodzinę tę wzmiankuje Józef Szymański, ale podaje, że przyjęty przez nich herb (Tryumf I) łączył Wadwicza i herb rodowy.
Według Stanisława Dziadulewicza Borodziczowie mieli być rodziną pochodzenia tatarskiego, a ich protoplastą miał być wzmiankowany w popisie z roku 1528 i zapisany do zaciągu najmańskiego jakiś Boroda, jego zaś potomkowie mieli się osiedlić w ziemi nowogródzkiej. Z czasem mieli oni zupełnie zatracić tradycję, przed deputacjami wileńską, grodzieńską i mińską wywodzili swoje pochodzenie z Mazowsza i z innymi herbami (Brodzic, Ostoja, Radwan).

### Pozostałe nazwiska
Jury Łyczkowski, na swojej stronie dotyczącej heraldyki, wspomina również o nazwiskach Boreysza i Wołczko .
Teodor Żychliński twierdzi, że Naruszewiczowie również używali herbu Wadwicz, choć Tadeusz Gajl przypisuje im herb własny, o nazwie Naruszewicz.

## Odmiany
Ponieważ herb Wadwicz był używany przez stosunkowo niewielką liczbę herbownych, dlatego też nie odnotowano dużej liczby jego odmian. Tadeusz Gajl przytacza jedynie dwie odmiany herbu Wadwicz, wzmiankowaną wcześniej Łodziata, w której jedna ryba została odwrócona, oraz Naruszewicz, z nieznanymi barwami i innym klejnotem (pióra pawie). Członkowie rodu herbowego Wadwiczów nie uzyskali nigdy tytułów arystokratycznych (hrabia, baron, książę itd.), więc nie odnotowano żadnych wersji Wadwicza z udostojnieniami czy dodatkami arystokratycznymi.
| Odmiany herbu Wadwicz | Herby zawierające podobny motyw do Wadwicza |  |

## Galeria

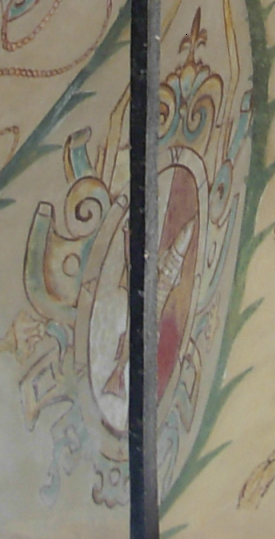
Fresk herbu Wadwicz na Zamku w Baranowie Sandomierskim